# Богдан Бора
Богдан Бора (справжнє ім'я — Борис Шкандрій; *11 квітня 1920, с. Павелче (тепер Павлівка Тисменицький район — †20 серпня 1997, Лідс, Англія) — український поет, педагог, журналіст, громадський і культурний діяч. Учасник визвольних боїв 1940-х pp. у складі дивізії «Галичина».

## Життєпис
Справжнє ім'я Богдана Бори — Борис Шкандрій. Він народився 1920 року в селі Павлівці, що на Івано-Франківщині. Старший брат його вчителював і, поза всім, допоміг Борисові освоїти й полюбити українську літературу. Втім, родина була зовсім не інтелігентська, звичайна селянська: мати зовсім неписьменна, батько вмів трохи читати. Борис Шкандрій здобув середню освіту в гімназії в Станіславові (теперішньому Івано-Франківську) і педагогічну в Коломиї у педучилищі. Незначний період — він вчителював.
Потяг до літератури відчув десь у п'ятнадцятирічному віці. 1940 року опублікував свого першого вірша в обласній газеті. Вірш називався «Поле», але з'явився під назвою «Колгоспне поле» і то була, чи не найменша з несправедливостей, що їх спостеріг і звідав молодий Шкандрій за період після «золотого вересня». Тому, з чим він зіткнувся, не можна, було підшукати іншого визначення, крім «геноцид». Тож немає нічого несподіваного, навпаки, все закономірне в його рішучості: Борис Шкандрій вступив у лави дивізії «Галичина». Закінчив підстаршинську і старшинську школи, здобув військове звання хорунжого. Був залишений при школі, потім служив і воював. Дивізія відступила з України, а в червні 1945 року на території Австрії здалась британським військам. Дивізійникам надали статус військовополонених і відправили в табори. Борис Шкандрій сидів у північно-східній частині Італії, в окрузі Ріміні, де під псевдонімом видав збірки поезій «В дорозі» (1946) та «У вирію» (1947). У 1947—1949 рр. працював чорноробом у таборах для інтернованих Великої Британії.
Після звільнення оселився у місті Лідс, одружився і став активно працювати в українському середовищі: один з організаторів українського шкільництва, голова Спілки українських учителів і вихователів, член Товариства українських літераторів, довголітній позаштатний працівник видань діаспори: «Українська думка», «Визвольний шлях» та ін. Автор підручника з методики викладання для шкіл українознавства (1970), статей на теми виховання та численних поезій. Один із поетів української еміграції, який оспівував героїку багатовікової визвольної боротьби українського народу.

## Творчість
Богдан Бора друкується з 1940 (вірш «Колгоспне поле» у «Радянській Україні», тепер «Прикарпатська правда»).
Автор поетичних збірок в яких оспівує трагічну долю дивізійників, тугу за Україною, віру в її краще майбутнє:
- «В дорозі» (Ріміні, 1946),
- «У вирію» (1947),
- «Моя доба»[5] (Ріміні, 1947),
- «Буремні дні» (Торонто-Лондон, 1982),
- «Твердь і ніжність» (Лондон, 1972).

- Праці «Нарис методики викладання української мови» (Лондон, 1970),

- Автор численних статей педагогічного спрямування.

Окремі видання:
- Бора Б. Буремні дні: Поезії. — Торонто — Лондон: Накладом Братства кол. вояків 1-ї укр. дивізії УНА, 1982. — 257 с.
- Бора Б. В дорозі. — Ріміні, 1946. — 94 с.
- Бора Б. Два вірші // Північне сяйво. Альманах V. — Едмонтон: Славута, 1971. — С. 129.
- Бора Б. Крутянці // Крути: Збірка у пам'ять героїв Крут / Упор. О. Зінкевич, Н. Зінкевич — К.:Смолоскип, 2008. — С. 342—343.
- Бора Б. Твердість і ніжність. Література і мистецтво. — Лондон, 1972. — 286 с.
- Бора Б. У вирію: Поезії. — Ріміні, 1947. — 97 с.
- Бора Б. Ювілейний збірник. — Кліфтон: б. в., 1993.